# Ohne mich, Jeeves!

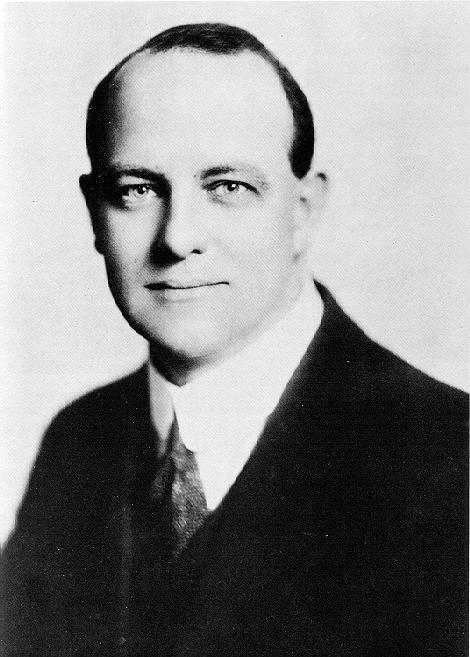
P. G. Wodehouse (1904)

Ohne mich, Jeeves! (Originaltitel: Joy in the Morning, in den USA auch unter dem Titel Jeeves in the Morning veröffentlicht) ist ein komischer Roman des britischen Autors P. G. Wodehouse, der 1946 zunächst in den USA und ein knappes Jahr später in Großbritannien veröffentlicht wurde. In Deutschland erschien der Roman auch unter dem Titel Schwamm drüber, Sir und Zu Hilfe, Jeeves! Die aktuell im Suhrkamp Verlag veröffentlichte Übersetzung stammt von Thomas Schlachter.
Wie in vielen Romanen und Kurzgeschichten Wodehouses sind die wesentlichen Protagonisten der Handlung Bertie Wooster und sein zuverlässiger persönlicher Butler Reginald Jeeves. Bertie Wooster wird nicht zuletzt durch Jeeves überredet, dem Landsitz seiner furchteinflößenden Tante Agatha und ihrem Ehemann Lord Worplesdon einen Besuch abzustatten, obwohl er weiß, dass seine Ex-Verlobte Lady Florence Craye ebenfalls anwesend sein wird. Verwechselungen führen dazu, dass er befürchten muss, dass seine Ex-Verlobte zu ihm zurückkehrt, während ihr aktueller Verlobter ihn mit Eifersucht verfolgt. Gleichzeitig muss Wooster sicherstellen, dass es seinem Freund George 'Boko' Fittleworth gelingt, Lord Worplesdon davon zu überzeugen, dass er ein würdiger Bewerber um die Hand von dessen Mündel Zenobia 'Nobby' Hopwood ist. Es ist schließlich nur dem Eingreifen von Jeeves zu verdanken, dass alles gut ausgeht.
P. G. Wodehouse arbeitete bereits 1939 an diesem Roman. Der im französischen Le Touquet lebende Wodehouse wurde nach der deutschen Invasion Frankreichs zunächst interniert. Seinen Roman schrieb er in Deutschland fertig, nachdem seine Ehefrau Ethel ihm das noch unvollendete Manuskript mitbrachte, als sie sich ihm in Berlin anschloss. Der Roman gilt heute als ein Klassiker des britischen Humors. Die britische Zeitung The Guardian nahm 2009 Ohne mich, Jeeves! neben einer Reihe anderer Wodehouse-Romane in die Liste der 1000 Romane auf, die jeder gelesen haben muss. Robert McCrum nahm den Roman außerdem in die im Guardian veröffentlichte Liste der 100 besten englischsprachigen Romane auf.

## Handlung

### Teil 1
Während er in einer Londoner Buchhandlung ein Geschenk für Jeeves erwirbt, trifft Bertie zufällig seine Ex-Verlobte Florence Craye, eine sehr bildungsbeflissene junge Frau, die während der Verlobungszeit intensiv versuchte, Berties Bildungsniveau zu heben. Fälschlich gewinnt sie den Eindruck, dass Bertie – nicht zuletzt durch ihren Einfluss – aktuell gerade Spinoza lese und auch soeben ihren eigenen, gerade erschienenen Roman Spindrift gekauft habe. Kurz darauf trifft Bertie zufällig mit seinem ehemaligen Studienkollegen D’Arcy 'Stilton' Cheesewright zusammen und muss feststellen, dass Stilton mittlerweile mit Florence verlobt ist und zu Othello-artigen Eifersuchtsanfällen neigt.
Währenddessen hat sich Lord Percy Worplesdon, Schiffsmagnat, Vater von Florence und zweiter Ehemann von Berties Tante Agatha, vertrauensvoll an Berties Butler Jeeves gewandt und dessen Rat gesucht: Er muss ein heimliches Treffen mit dem US-amerikanischen Geschäftsmann Chichester Clam arrangieren, um mit diesem eine hochgeheime Geschäftstransaktion zu besprechen. Jeeves Lösung für dieses Problem ist, dass Bertie ein paar Tage Urlaub in dem Cottage Wee Nooke in der Nähe von Lord Worplesdon Landsitz Bumpleigh Hall in der Ortschaft Steeple Bumpleigh machen solle. Damit würde Jeeves nicht nur Gelegenheit haben, von den hervorragenden Angelmöglichkeiten der dortigen Region Gebrauch machen zu können. Die beiden Geschäftsleute könnten das Cottage auch als geheimen Treffpunkt nutzen. Tante Agatha will die bevorstehende Reise von Bertie nach Steeple Bumpleigh ebenfalls nutzen: Ihr Neffe soll eine Brosche, die für ihre Stieftochter Florence als Geburtstagsgeschenk vorgesehen ist, vom Juwelier abholen und nach Bumpleigh Hall mitbringen. Sie selber ist in anderer Mission unterwegs: Ihr Sohn aus erster Ehe, der sich in einem Internat befindet, ist an Mumps erkrankt und bedarf ihrer persönlichen Pflege.
Gemeinsam mit Zenobia 'Nobby' Hopwood, einer alten Freundin, fährt Bertie aufs Land. Sie beichtet ihm, dass sie heimlich mit Berties altem Freund George 'Boko' Fittleworth verlobt ist, einem Schriftsteller, der gleichfalls in Steeple Bumpleigh lebt. Boko war gleichfalls kurz mit Lord Worplesdon Tochter Florence verlobt und Lord Worplesdon hat seitdem so eine tiefe Abneigung gegen Boko gefasst, dass es unwahrscheinlich ist, dass er der Verbindung zustimmen wird. Nobby gelingt es jedoch, Bertie das Versprechen abzuringen, dass dieser sich für das Pärchen einsetzt. Bei seiner Ankunft in Steeple Bumpleigh ist eine der ersten Personen, denen Bertie begegnet, sein alter Studienkollege Stilton, der als Dorfpolizist Dienst tut. Seine Verlobte Florence ist über diese wenig prestigereiche Tätigkeit ihres Verlobten verärgert, sie sieht in ihm ein zukünftiges Parlamentsmitglied. Stilton ist überzeugt, dass Bertie immer noch um Florence trauert und ihre Hand zurückerobern will. Er fordert ihn auf, Steeple Bumpleigh so schnell wie möglich zu verlassen. Im Cottage Wee Nooke begegnet Bertie dann auch noch Florences jungem Bruder, einem Pfadfinder, der mit Entschiedenheit jeden Tag eine gute Tat vollbringen möchte. Das Cottage brennt nieder als Edwin versucht, den Schornstein mit Schießpulver und Paraffin zu säubern. Lord Worplesdon beschuldigt Bertie an dem Brand Schuld zu sein. Während Lord Worplesdon dem mittlerweile mit dem Zug herangereisten Jeeves auf seinem Landsitz Obdach gewährt, muss Bertie bei seinem Freund Boko Unterschlupf suchen. In dem Durcheinander geht auch noch die Brosche verloren, die Tante Agatha als Geburtstagsgeschenk für Florence vorgesehen hatte und Jeeves muss nach London reisen, um für die Brosche Ersatz zu finden.

### Teil 2
Um sein Ansehen bei Lord Worplesdon zu steigern, kommt Boko auf die Idee, dass sein Eingreifen einen Einbruch in Bumpleigh Hall verhindern soll. Bertie Wooster soll die Rolle des Einbrechers übernehmen. Während Bertie jedoch den Einbruch vorbereitet, wird er von Edwin unterbrochen. der von seinem Kinderzimmer aus Geräusche hört.
Um seine Nerven zu beruhigen, wandert Bertie durch den nächtlichen Garten und trifft dort auf Jeeves, der ihm erzählt, dass Lord Worplesdon und Chichester Clam sich nun in einer Gartenhütte treffen wollen, nachdem das Cottage Wee Nooke abgebrannt ist. Boko, der gleichfalls im Garten herumwandert um im richtigen Moment den angeblichen Einbruchsversuch zu verhindern, hält Chichester Clam dagegen für einen Mann, der tatsächlich einen Einbruch auf dem Landsitz versucht und sperrt diesen in der Gartenhütte ein. Sein sowieso schon prekäres Verhältnis zu Lord Worplesdon wird dadurch weiter belastet. Dieses Missgeschick belastet auch das Verhältnis zwischen Boko und Nobby, so dass auch deren Verlobung gefährdet scheint, was Bertie allerdings gelassen sieht:

„Ich gestehe gleich, daß mir die Sache keinerlei Kopfschmerzen bereitete. Boko, der mit seiner Dulzinea leibhaftig im Ring gestanden und eine Explosion erlebt hatte, bei der die Fetzen nur so geflogen waren, hatte natürlich geglaubt, der Weltuntergang sei gekommen und das Jüngste Gericht gehe mit ungewöhnlicher Vehemenz zur Sache. Für mich aber, den ruhigen und abgeklärten Beobachter, war das Ganze reine Routine gewesen. Man zuckte mit den Achseln und erkannte die Angelegenheit als das, was sie war: Kinkerlitzchen.“

Jeeves schlägt vor, dass es am kommenden Morgen zu einem Streit zwischen Lord Worplesdon und Bertie Wooster kommen solle, in dem Boko zu Gunsten von Lord Worplesdon eingreife. Währenddessen hat sich auch Edwin in den nächtlichen Garten begeben, verwechselt dort Bertie mit einem Einbrecher und schlägt ihn mit einem Stock nieder. Von Edwin erfährt Bertie auch, dass sich auch das Pärchen Florence und Stilton zerstritten hätten. Die vermeintlich verloren gegangene Brosche wurde von Edwin wiedergefunden, der sie Florence als angebliches Geburtstagsgeschenk von Bertie überbrachte. Sie ist nun vollends davon überzeugt, dass Bertie für sie zärtliche Gefühle hegt. Zu Berties Entsetzen will Florence ihre Verlobung mit Bertie wieder aufleben lassen.
Bertie kehrt in Bokos Cottage zurück und stimmt schließlich zu, den Streit mit Lord Worplesdon auf sich zu nehmen. Boko dagegen wird ihm helfen, Florence so zu verärgern, dass es zwischen den beiden zu keiner erneuten Verlobung kommen wird. Von Jeeves erfährt Bertie, dass Anlass für die Auflösung der Verlobung zwischen Boko und Florence ein Tritt in den Hintern war, den Boko Florence jungem Bruder Edwin verpasste. Bertie will gleiches erreichen und bestraft Edwin in Anwesenheit von Florence in ähnlicher Weise. Diesmal funktioniert es nicht, sondern Florence ist von Berties Handlung sogar angetan; Edwin hat gerade ihr Sammelalbum durcheinander gebracht, in dem sie ihre Buchbesprechungen aufbewahrt.

### Teil 3
Nobby verspricht Bertie aus seinem drohenden Verlöbnis zu lösen, indem sie Florence einen alten Brief von Bertie zeigt, in der dieser sich negativ über Florence auslässt. Als Gegenleistung dafür soll Bertie Jeeves Plan des Streites mit Lord Worplesdon umsetzen, bei dem Boko die Rolle des Streitschlichters einnimmt. Zu der Umsetzung des Planes kommt es jedoch nicht: In dem Moment, in dem Bertie sich im Arbeitszimmer von Lord Worplesdon einfindet, wird er Augenzeuge, wie Boko vom Gärtner gewaltsam aus dem Garten geworfen wird. Sein Onkel ist außerdem verblüffend guter Laune: Er lädt Bertie zu Champagner und Zigarren ein und gratuliert Bertie sogar zu seinem energischen Verhalten gegenüber Edwin. Bertie habe damit ausgeführt, was er schon lange zu tun wünsche, aber in seiner Vaterrolle nicht umsetzen könne. Der so versöhnlich gestimmte Lord Worplesdon sucht sogar Berties Rat, wie man das geheime Treffen mit Chichester Clam nun endlich umsetzen könne. Jeeves ist es schließlich, der vorschlägt, dass man einen anstehenden Kostümball in der Nähe von Steeple Bumpleigh als Zusammentreffen wählt. Lord Worplesdon stimmt diesem Plan schließlich zu: seine Ehefrau Agatha, die solchen frivolen Ereignissen ablehnend gegenübersteht, ist schließlich noch nicht nach Bumpleigh Hall zurückgekehrt.
Lord Worplesdon erscheint auf dem Kostümball in dem Sindbad-Kostüm, dass Bertie ursprünglich in London für den Ball erworben hat. Es kommt auch noch einmal zu einem Aufeinandertreffen zwischen Bertie und Stilton, der über Florences Absicht aufgebracht ist, jetzt wieder Bertie zu heiraten. Jeeves entwendet Stiltons Polizeiuniform, während dieser im Fluss badet, und überredet den zögernden Bertie, diese auf dem Kostümball zu tragen. Er erscheint spät auf dem Ball, auf dem Lord Worplesdon tatsächlich erfolgreich mit Chichester Clam verhandelt hat. Obwohl wegen der erfolgreichen Geschäftsverhandlung in bester Laune, lehnt Lord Worplesdon Boko als Partner seines Mündels zunächst weiter ab. Er beginnt sich jedoch mit der anstehenden Verbindung auszusöhnen, nachdem Bertie ihm erzählt, dass der Grund für die Auflösung des Verlöbnis zwischen Boko und Florence ein Fußtritt war, den Boko Edwin verpasst hatte. Lord Worplesdon Einwände, dass bislang jedes Zusammentreffen zwischen Boko und ihm in einem Desaster endete, entschärft Bertie mit dem Hinweis, dass Boko ein Kürze eine Stelle in Hollywood antreten wird und damit die beiden 6000 Meilen von Steeple Bumpleigh entfernt leben werden.
Am Morgen nach dem Kostümball erscheint Stilton in Bokos Cottage um Bertie wegen des Diebstahls seiner Uniform zu verhaften. Es war Edwin, der ihm den entscheidenden Hinweis gegeben hat: Als Edwin Bertie einen Igel ins Bett legen will, entdeckt er dort auch die Polizeiuniform. Stilton muss allerdings das Cottage verlassen, ohne Bertie verhaften zu können. Noch fehlt ihm der Haftbefehl.
Bertie will sich der drohenden Verhaftung entziehen, indem er schnellstmöglich nach London zurückkehrt. Er entdeckt in der Garage jedoch Lord Worplesdon, der dort versehentlich während der Nacht von Boko eingeschlossen wurde. Erneut scheint die Heirat von Nobby und Boko gefährdet. Die Situation wird durch das Eintreffen von Jeeves gerettet, der Lord Worplesdon mitteilt, dass sein Stiefsohn mittlerweile von Mumps geheilt sei und Lady Agatha deswegen unerwartet nach Bumpleigh Hall zurückgekehrt sei. Vom Dienstmädchen habe sie erfahren, dass Lord Worplesdon die Nacht nicht auf Bumpleigh Hall verbracht hat. Jeeves hat die rettende Idee, wie man die nächtliche Abwesenheit von Lord Worplesdon erklären könnte, ohne Agatha zu beichten, dass er auf einem von Lady Agatha so verabscheuten Kostümball war: Er solle erklären, er habe einen langen Abend lang mit Boko und Nobby über deren Hochzeitspläne diskutiert und hätte dann, weil es schon so spät sei, in Bokos Cottage übernachtet.
Stilton trifft ebenfalls in Bokos Cottage ein. Seine Absicht, Bertie zu verhaften, wird jedoch unterminiert. Lord Worplesdon müsste in seiner Rolle als Friedensrichter den Haftbefehl gegen Bertie unterzeichnen, er weigert sich jedoch dieses zu tun. Derweil scheint es so, als ob Bertie allen Möglichkeiten beraubt sei, sich der Verlobung mit Florence zu entziehen: Edwin hat den Brief vernichtet, mit dem Nobby gegenüber Florence belegen wollte, wie wenig Wertschätzung ihr Bertie entgegenbringt. Vor der drohenden Ehe rettet Bertie ein Meinungsumschwung von Florence: Empört über Lord Worplesdons Entscheidung, den Haftbefehl gegen Bertie nicht zu unterschreiben, legt Stilton seinen Posten als Dorfpolizist nieder. Seiner Karriere als Parlamentsmitglied steht nun nichts mehr im Wege und Florence kehrt zu ihm zurück. Jeeves gesteht schließlich Bertie, dass Lady Agatha keineswegs nach Bumpleigh Hall zurückgekehrt sei. Er habe dies lediglich erfunden, um Druck auf Lord Worplesdon auszuüben. Die beiden reisen aus Steeple Bumpleigh ab, bevor ihnen jemand auf die Schliche kommt.

## Trivia
- Der englische Titel des Romans leitet sich von dem Psalmvers 30:5 ab; Wenn man am Abend auch weint, am Morgen herrscht wieder Jubel, auf Englisch Weeping may endure for a night, but joy cometh in the morning.

- Die Geschichte der ersten Verlobung von Bertie Wooster und Florence Craye wird in einer der Kurzgeschichten von P. G. Wodehouse erzählt. In Jeeves übernimmt das Ruder (Ersterscheinungsjahr 1916) ist Bertie kein unwilliger Verlobter von Florence – es bedarf des Eingreifens von Jeeves, dem gerade von Bertie neu eingestellten Kammerdiener, um ihn vor dieser Ehe zu retten.

- Nur mit Madeline Bassett ist Bertie Wooster noch häufiger unfreiwillig verlobt als mit Florence Craye. In den Romanen Dann eben nicht, Jeeves, Alter Adel rostet nicht, SOS, Jeeves und Jeeves wirkt Wunder schwebt Bertie in der Gefahr, die sentimentale Madeline vor den Traualtar führen zu müssen, sobald sich eine Missstimmung zwischen ihr und ihrem Verlobten Gussie Fink-Nottle entwickelt.

## Einzelbelege
1. ↑  E. McIlvaine, L. S. Sherby, J. H. Heineman: P.G. Wodehouse: A comprehensive bibliography and checklist. James H. Heineman, New York 1990, ISBN 0-87008-125-X, S. 80–81.
2. ↑  F. Donaldson: P. G. Wodehouse: A Biography. 1982, S. 296.
3. ↑  1000 Novels everyone must read: the definitive List, abgerufen am 4. April 2016.
4. ↑   P. G. Wodehouse: Joy in the Morning. S. 130 Übersetzung von Thomas Schlachter.